# Greifswald

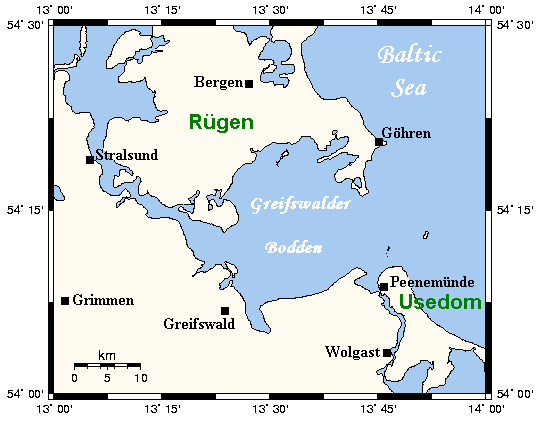
Vịnh Greifswald

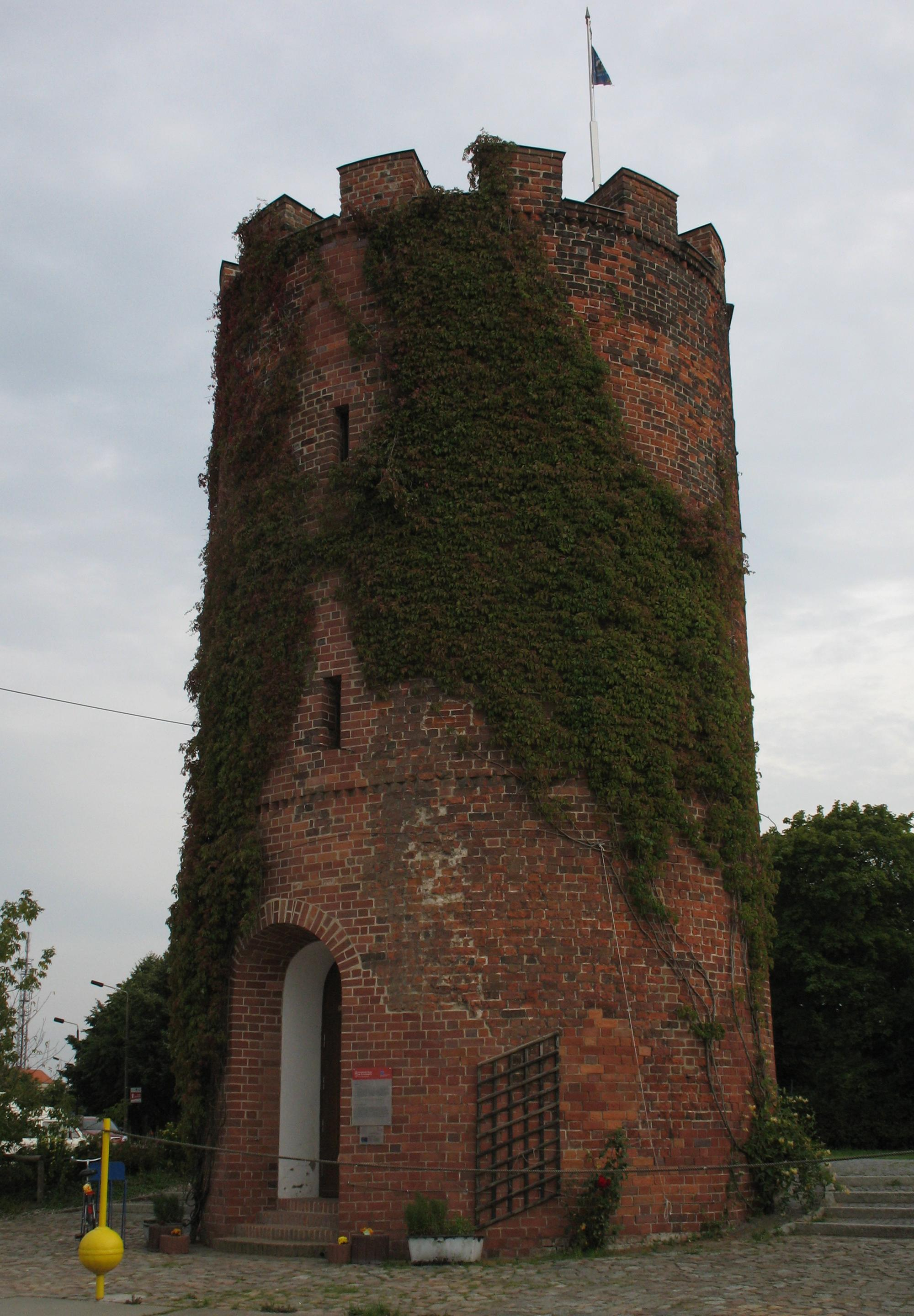

Greifswald (tên chính thức là trong tiếng Đức là: Universitäts-und Hansestadt Greifswald) là một thành phố ở bang Mecklenburg-Vorpommern, Đức. Thành phố có cự ly 250 km so với Berlin và Hamburg. Thành phố này có diện tích km2, dân số thời điểm cuối năm 2006 là 53.434 người. Thành phố giáp với biển Baltic, trong thành phố có con sông nhỏ Ryck chảy qua. Thành phố gần hai đảo lớn nhất của Đức là Rügen và Usedom